# Campos

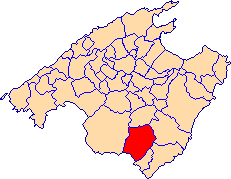
Campos

Campos este un municipiu în insula Mallorca, Insulele Baleare, Spania.